# Tapisciaceae
Tapisciaceae är en familj av tvåhjärtbladiga växter. Tapisciaceae ingår i ordningen Huerteales, klassen tvåhjärtbladiga blomväxter, fylumet kärlväxter och riket växter. Enligt Catalogue of Life omfattar familjen Tapisciaceae 5 arter. 
Arterna är träd som kan vara lövfällande eller städsegröna. Bladen förekommer parig och upp till tio par utvecklas vid samma ställe. Blommorna är gula eller vita med fem kronblad. Dessa träd bildar frukter som liknar druvor eller bär. De är efter ungefär ett år mogna.
Utbredningsområdet ligger i sydöstra Asien in Kina och Vietnam samt i tropiska delar av Sydamerika, södra Centralamerika och Karibien. Fossila frukter från familjen hittades i England och Tyskland. Träden levde där under eocen.
Det vetenskapliga namnet för typsläktet Tapiscia är ett anagram av Pistacia. Ursprungligen antogs att de är släkt med varandra.
Släkten enligt Catalogue of Life:
- Huertea
- Tapiscia